# Sequoioideae
Las secuoyas (Sequoioideae) forman una subfamilia perteneciente a la familia Cupressaceae, dentro de las coníferas. A esta subfamilia pertenecen algunos de los árboles más altos del mundo. A pesar de que estos árboles son enormes en tamaño, sus semillas resultan ser muy pequeñas, no siendo más grandes que las semillas del tomate. Estos árboles también pueden vivir hasta una edad muy avanzada. Algunos viven durante cientos e incluso miles de años. Esta subfamilia está en peligro de extinción debido a la tala y la pérdida de hábitat.

## Tamaño y peso
Sequoia y Sequoiadendron son árboles masivos. El más pequeño de la subfamilia es Metasequoia. El árbol más alto del mundo, Hyperion (especie de   115,55 metros (379,1 pies) de altura) es una secoya de California. El árbol de mayor diámetro es el árbol General Sherman, una secoya gigante con un perímetro de tronco de unos 31 m.

## El rango y la conservación
Sequoiadendron sólo crece en las laderas de California en las montañas de Sierra Nevada. Las secoyas sobreviven en el norte de California. Metasequoia es tan raro que se pensaba que estaba extinto hasta que fue redescubierto por un ingeniero forestal de China. Metasequoias se puede encontrar en algunas partes de China y, debido a un grupo de conservación, en una zona con forma de media luna en los Estados Unidos. Según la lista roja IUCN, la Secuoya gigante está en estado de vulnerabilidad, y lo mismo sucede con la Secuoya de California. Esto hace que toda la subfamilia se encuentre en peligro de extinción.